# Oligoxystre dominguense
Oligoxystre dominguense là một loài nhện trong họ Theraphosidae.
Loài này thuộc chi Oligoxystre. Oligoxystre dominguense được miêu tả năm 2007 bởi Guadanucci.